# 兰州城市学院
兰州城市学院位于中华人民共和国甘肃省兰州市，是一所全日制公办本科高校，由甘肃省人民政府举办、管理。

## 历史沿革
兰州城市学院自称其办学历史最早可以追溯到1942年代新西兰人路易·艾黎创办的培黎石油学校，1985年，该校改建为培黎石油学校，为中华人民共和国石油部直属的中等职业学校:267。
而其直接的前身兰州师范专科学校则创校于1958年，为兰州市人民委员会举办的学校，后因为办学条件欠缺而裁撤:294，并入甘肃师范专科学校:34。但该校成立的年份，也被学校自身视为办学之始。1978年12月，甘肃省重新成立兰州师范专科学校:369。1992年，更名为兰州师范高等专科学校，2006年，兰州师范高等专科学校升格为本科层次的兰州城市学院。